# أين والي؟
أين والي؟ هي سلسلة بريطانية من كتب الألغاز للأطفال، أنشأها الرسام مارتن هاندفورد. تتكون الكتب من سلسلة من الرسوم التوضيحية المفصلة ذات الصفحات المزدوجة والتي تصور عشرات الأشخاص أو أكثر يقومون بمجموعة متنوعة من الأشياء المسلية في موقع معين. يواجه القراء تحديًا للعثور على شخصية اسمها «والي» مخبأة في المجموعة.
يتم التعرف على «والي» من خلال قميصه المخطط باللونين الأحمر والأبيض، وقبعة مزركشة، ونظارات، لكن العديد من الرسوم التوضيحية تحتوي على رسومات تتضمن استخدامًا خادعًا لأشياء مخططة باللونين الأحمر والأبيض. أضافت التدوينات اللاحقة في سلسلة كتب الألغاز الطويلة أهدافًا أخرى للقراء ليجدوها في كل رسم توضيحي، كما ألهمت سلسلة الكتب برنامجين تلفزيونيين (أين والي؟ سلسلة الرسوم المتحركة لعام 1991، وأين والي؟ سلسلة الرسوم المتحركة لعام 2019)، وقصص كوميدية وسلسلة من ألعاب الفيديو.

## التاريخ
في عام 1986، سُئل هاندفورد من قِبل مديره الفني ديفيد بينيت، في كتب ووكر لكي يقوم بتطوير كتاب عن مشاهد الحشد التفصيلية، مستوحى من بينيت بعد أن شاهد سلسلة الأماكن المشغولة لفيليب دوباسكوير. أثناء إعداد الكتاب لمعرض بولونيا للكتاب، اقترح شخص ما في (Walker Books) فكرة إضافة شخصية ذات مظهر مميز يمكن للقارئ البحث عنها في مشاهد الحشد. بعد الكثير من التفكير، جاء هاندفورد بفكرة والي، المسافر العالمي وعاشق السفر عبر الزمن والذي يرتدي دائمًا اللونين الأحمر والأبيض. في بعض الأحيان كان يستغرق هاندفورد ثمانية أسابيع لرسم رسم تخطيطي من صفحتين لوالي بعيد المنال والشخصيات المحيطة به.
تم نشر الكتاب الأول أين والي؟ في 21 سبتمبر 1987. وتم نشر سلسلة الكتب في المملكة المتحدة بواسطة كتب ووكر، وفي الولايات المتحدة تحت عنوان ين والدو؟ أولاً من قبل ليتل براون وشركائه [الإنجليزية] قبل أن تتولى نشرها شركة Candlewick Press ‏. وطُبعت العناوين الأربعة الأولى في إيطاليا، ولكن أعيد طبعها لاحقًا في الصين.
أصبحت سلسلة الكتب شائعة للغاية وتم ترجمتها إلى العديد من اللغات المختلفة مع تغيير اسم والي في مناطق معينة. أنتج نجاح السلسلة أيضًا وسائط أخرى في شكل يعتمد على القصة، بما في ذلك مسلسل تلفزيوني عام 1991، وقصص فكاهية وسلسلة من ألعاب الفيديو.
مع استمرار نجاح المسلسل، يصبح من الصعب العثور على والي تدريجياً، بسبب تصغير حجمه على الصفحة وإحاطة المزيد من الشخصيات به. ففي الكتاب الأول، كان حجم والي في المتوسط 0.99 سنتيمتر مربع (0.153 بوصة2). تم تقليل هذا إلى 0.80 سنتيمتر مربع (0.124 بوصة2) في الكتاب الثاني، 0.33 سنتيمتر مربع (0.051 بوصة2) سم 2 في الكتاب الثالث، وبين 0.20 و0.17 سم 2 (0.031 و0.026 بوصة مربعة) في الكتاب الرابع حتى السابع. كما أنه محاط بمزيد من الشخصيات، من 225 في الصفحة الأولى من الكتاب الأول إلى حوالي 850 في الصفحة الأولى من الكتاب الأخير.

## الشخصيات
- والي، الذي تم ترجمة اسمه إلى إصدارات دولية معينة، على سبيل المثال «والدو» في إصدارات أمريكا الشمالية. في الكتابين الأولين، تجول «والي» بمفرده وكان الشخص الوحيد الموجود في كل رسم توضيحي. بمرور الوقت، تمت إضافة المزيد من الشخصيات لتبحث عنه في كل مشهد.

- ويلما، صديقة والي ظهرت لأول مرة في كتاب المرح النهائي، واستبدلت بأختها التوأم المتطابقة ويندا في (Where's Wally: The Magnificent Poster Book)

- ويندا، صديقة والي التي حلت محل أختها التوأم ويلما في فيلم هوليود (على الرغم من أنها ظهرت سابقًا في The Magnificent Poster Book)

- أودلاو، عدو والي، الذي ظهر لأول مرة في كتاب (The Magnificent Poster Book). يظهر مثل والي تقريبًا، باستثناء أن ملابسه مخططة بالأصفر والأسود بدلاً من الأحمر والأبيض؛ نظارته عليها صبغة زرقاء؛ وله شارب. لديه أيضا لهجة بريطانية في المسلسل التلفزيوني. على الرغم من إخبارنا بأن أفعاله السيئة كثيرة، لم يتم تصويره في الكتب وهو يفعل أي شيء سيئ للغاية. ومع ذلك، في المسلسل التلفزيوني، كثيرًا ما يُنظر إليه على أنه يحاول سرقة عصا المشي السحرية لـوالي.

- ووف، كلب والي، ظهر لأول مرة في (The Ultimate Fun Book)، حيث تم التعرف عليه على أنه كلب ويندا. يمكن العثور على ذيله فقط، باستثناء الصفحة الأخيرة من Where's Wally: The Wonder Book، التي تظهر ووف بشكل كامل، وكتب الأنشطة الستة الصادرة بين عامي 1993 و1995 (أول كتاب منها بعنوان كتاب النشاط الرائع حقًا) حيث يظهر ووف نفسه للقارئ.

- ويزارد وايت بيرد، شوهد لأول مرة في (The Fantastic Journey). لحيته الطويلة بشكل استثنائي، والتي غالبًا ما تكون مفتاح العثور عليه. في أول ظهور له، كان مسؤولاً عن إرسال والي في مهمة لاكتشاف الحقيقة عن نفسه، وقد وضع علامة على رحلات والي منذ ذلك الحين. ومع ذلك، فإن ظهوره في (The Ultimate Fun Book) في مشهد واحد فقط («الأصدقاء القدامى») وحضوره غير مذكور في الكتاب ويعمل كأحد الشخصيات الخلفية.

- والي واتشيرز، هم نادي المعجبين المخلص لوالي والذي ظهر لأول مرة في أين والي؟: كتاب المرح النهائي. يحضرون أينما ذهب والي، مرتدين نفس الزي المخطط باللونين الأحمر والأبيض. ظهرو 25 في معظم الكتب، على الرغم من وجود 99 منها في Ultimate Fun Book.

- في الكتب السابقة، تظهر شخصية في كل مشهد يجب على القارئ أن يبحث عنها ليعرف من هو. هذا لأنه لا توجد معلومات عن الشخصيات في الكتب باستثناء مهمة البحث عنها. ظهرت الشخصيات كشخصيات خلفية وكلها كان لديها شيء فريد بالنسبة لها (مثل الشعر الأشقر أو لحية الزنجبيل). في بعض الحالات، قد تظهر أيضًا شخصيات من المشاهد السابقة.

## الطبعات الدولية
في الإصدارات الدولية، غالبًا ما يتم إعطاء والي اسمًا باللغة المحلية:
- اللغة الأفريقانية: Willie
- إنجليزية أمريكية: Waldo
- اللغة العربية: فضولي (Fuḍūlī)
- اللغة البلغارية: Уоли (Uoli)
- اللغة الكتالونية: Wally
- اللغة الصينية: 威利
  - صينية يؤ pronunciation: Wai1 lei6
  - ماندراين الصينية pronunciation: بينيين
- اللغة الكرواتية: Jura
- اللغة التشيكية: Valdík
- اللغة الدنماركية: Holger
- اللغة الهولندية: Wally
- لهجة مصرية: شلبي (Fuḍūlī)
- اللغة الإستونية: Volli
- اللغة الفنلندية: Vallu
- اللغة الفرنسية: Charlie
- اللغة الغاليسية: Wally
- اللغة الألمانية: Walter
- اللغة الجورجية: ვოლი (Voli)
- اللغة اليونانية: Γουόλι (Gouόli)
- اللغة العبرية: אפי (Efi)
- اللغة الهندية: हेट्टी (Heṭṭi)
- اللغة المجرية: Vili
- اللغة الآيسلندية: Valli
- اللغة الإيطالية: Ubaldo, Wally
- اللغة اليابانية: ウォーリー (Wōrī)
- اللغة الكورية: 월리 (رومنة كورية منقحة)
- اللغة الليتوانية: Jonas
- اللغة النرويجية: Willy
- اللغة البولندية: Wally
- اللغة البرتغالية: Wally
- اللغة الرومانية: Wally
- اللغة الروسية: Уолли (Uolli)
- اللغة الصربية: Гиле (Gile)
- اللغة الإسبانية: Wally
- اللغة السويدية: Waldo, Valle, Hugo
- اللغة التركية: Ali, Gezgin Veli
- اللغة الويلزية: Wali

تتضمن بعض الأمثلة على أسماء الكتب كاملة في البلدان الأخرى ما يلي:
- (Kъде е Уоли? (Bulgarian
- (On és Wally? (Catalan
- 尋找威利 (Chinese)
- (Gdje je Jura? (Croatian
- (Find Holger (Danish
- (Waar is Wally? (Dutch
- (0Missä Vallu? (Finnish
- (Où est Charlie? (French
- (¿Onde está Wally? (Galician
- (Wo ist Walter? (German
- (Που είναι ο Γουόλι; (Greek
- איפה אפי? (Hebrew)
- (Hvar er Valli? (Icelandic
- (Ubaldo dove sei? (Italian
- ウォーリーをさがせ! (Japanese)
- 월리를 찾아라 (Korean)
- (Surask Joną! (Lithuanian
- (Hvor er Willy? (Norwegian
- (Gdzie jest Wally? (Polish
- (Onde está Wally? (Portuguese of Brazil
- (Onde está o Wally? (Portuguese of Portugal
- (Unde-i Wally? (Romanian
- (Где Уолли? (Russian
- (¿Dónde está Wally? (Spanish
- (Var är Waldo? (Swedish
- (Ali nerede? (Turkish
- (Ble mae Wali? (Welsh
- أين شلبي؟ (اللهجة المصرية)